# La Pourpre et le Noir
Cet article possède un paronyme, voir Le Rouge et le noir.

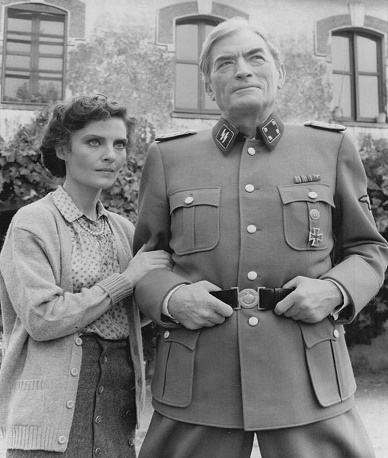
Photo publicitaire d'Olga Karlatos et Gregory Peck prise pour le téléfilm Le Pourpre et le Noir

La Pourpre et le Noir est un téléfilm américano-italo-britannique réalisé par Jerry London produit en 1983, d'après le roman historique de J. P. Gallagher, Scarlet Pimpernel of The Vatican (1967).

## Synopsis
La Pourpre et le Noir est inspiré par l'histoire vraie du prêtre Hugh O'Flaherty, un dignitaire du Vatican. 
En 1943, Mgr O'Flaherty à Rome, sous le pontificat de Pie XII durant l'occupation nazie, use de son immunité diplomatique pour cacher des réfugiés juifs et des familles de résistants italiens.
Bien que Mgr O'Flaherty soit protégé grâce à son statut privilégié, le colonel Kappler, chef de la Gestapo, lui interdit de quitter le Vatican et ordonne qu'il soit capturé ou abattu s'il en sort.
Mgr O'Flaherty fera même l'objet d'une tentative d'assassinat par les Nazis à l'intérieur du Vatican.

## Fiche technique
- Titre original : The Scarlet and the Black
- Réalisation : Jerry London
- Scénario : David Butler d'après le roman de J.P. Gallagher
- Musique : Ennio Morricone
- 1re diffusion : 2 mai 1985
- Durée : 143 minutes

## Distribution
- Gregory Peck (VF : Raymond Loyer) : Monseigneur Hugh O'Flaherty
- Christopher Plummer (VF : Jacques Berthier) : SS-Obersturmbannführer Herbert Kappler
- John Gielgud (VF : Georges Riquier) : Pape Pie XII
- Raf Vallone (VF : Henry Djanik) : Père Vittorio
- Kenneth Colley (VF : Georges Poujouly) : SS-Hauptsturmführer Hirsch
- Walter Gotell  (VF : Michel Gatineau) : SS-Obergruppenführer  Max Helm (inspiré de Karl Wolff)
- Barbara Bouchet (VF : Francine Lainé) : Minna Kappler
- Julian Holloway (VF : Jean Lescot) : Alfred West
- Angelo Infanti (VF : Gérard Hernandez) : Père Morosini
- Olga Karlatos : Francesca Lombardo (inspiré de Chetta Chevalier (en))
- Michael Byrne : Reinhard Beck
- T.P. McKenna : Reichsführer-SS Heinrich Himmler
- Vernon Dobtcheff : Comte Langenthal
- John Terry : Lieutenant Jack Manning
- Peter Burton (VF : Henri Labussière) : Sir D'Arcy Osborne
- Marne Maitland : Le secrétaire particulier du pape

## Autour du téléfilm
Les officiers de la Gestapo ne portent pas les runes « SS » sur leurs cols car ils font partie du Sicherheitsdienst. Durant la seconde partie du téléfilm, l'uniforme allemand que revêt le prêtre Hugh O'Flaherty pour s'infiltrer au QG de la Gestapo en est bien pourvu.